# Calceolaria ruiz-lealii
Calceolaria ruiz-lealii är en toffelblomsväxtart som beskrevs av Descole och Borsini. Calceolaria ruiz-lealii ingår i släktet toffelblommor, och familjen toffelblomsväxter. Inga underarter finns listade i Catalogue of Life.